# بيزينهيم (باد كاليه)
بيزينهيم، باد كاليه (بالفرنسية: Bezinghem)‏ هي بلدية تقع في إقليم باد كاليه من منطقة نور با دو كاليه في شمال فرنسا. تبلغ مساحة هذه المدينة 13.15 (كم²)، وترتفع عن سطح البحر 73 م، يبلغ عدد سكانها 341 نسمة حسب إحصاء المعهد الوطني للإحصاء والدراسات الاقتصادية سنة 2009 م. وترأس André Ducrocq البلدية خلال فترة (2001-2008).